# Camel (band)
 For alternative betydninger, se Camel. (Se også artikler, som begynder med Camel)
Camel er et engelsk progressivt rockband, der blev dannet i 1971. Bandet har under ledelse af Andrew Latimer udgivet 14 studiealbum, 14 singler og en række live- og opsamlingsalbum.
Camel kom relativt sent ind i den progressive æra, men anses i dag som et af genrens store bands, sammen med bl.a. Yes og Genesis.
Bandets gennembrud var albummet The Snow Goose fra 1975.

## Karriere

### Tidlige år
Andrew Latimer (guitar), Andy Ward (trommer) og Doug Ferguson (bas) havde spillet sammen i en trio kaldet The Brew i byen Guildford i Surrey i England. Den 20. februar 1971 var de til audition som backing band for singer-songwriter'en Phillip Goodhand-Tait, som trioen udgav et album sammen med i august 1971 under titlen I Think I'll Write a Song. Efter udgivelsen af albummet kom Peter Bardens med i gruppen som keyboardspiller. Bandet spillede en enkelt koncert i Belfast den 8. oktober 1971 under navnet Peter Bardens' On for at opfylde en kontrakt, som Peter Bardens havde indgået, men skiftede herefter navn til Camel. Bandets første optræden under det nye navn fandt sted den 4. december 1971 på Waltham Forest Technical College i London som opvarmning for Wishbone Ash.
Camel fik i august 1972 Camel en pladekontrakt med MCA Records, som udgav bandets debutalbum Camel i februar 1973. Pladen blev ikke nogen succes, og bandet skiftede til Deram Records, der var et sub-label på Decca Records.
I 1974 udgav de det kritikerroste album Mirage, hvor Latimer udover guitar også spillede tværfløjte. Albummet blev ingen succes i England, men blev solgte fint på den amerikanske vestkyst, hvor bandet turnerede i tre måneder.
De to første album indeholdt en del jazz-rock-improvisation samt forholdsvis simple rocknumre.

### Gennembrud
Gennembruddet kom med den instrumentale efterfølger, konceptpladen The Snow Goose fra 1975. Camel spillede på denne og de følgende plader samme type af symfonisk rock som Genesis var kendt for. 
I 1981 udkom albummet Nude, hvor de stadig spillede progressiv rock, men nu med flere elementer, der var typisk for musikken i 80'erne. I 1984 blev bandet opløst.
Der skulle gå otte år inden bandet blev gendannet, og gør et comeback med Dust and Dreams i 1991.

## Diskografi

### Studiealbums
- Camel (1973)
- Mirage (1974) (US Billboard No.149;  13 uger på hitlisten)
- The Snow Goose (1975) (UK No.22;  13 uger på hitlisten);  certificeret sølv
- Moonmadness (1976) (UK No.15;  6 uger på hitlisten);  certificeret sølv
- Rain Dances (1977) (UK No.20;  8 uger på hitlisten;  US Billboard No. 136)
- Breathless (1978) (UK No.26;  1 uger på hitlisten;  US Billboard No. 134)
- I Can See Your House from Here (1979) (UK No.45;  3 uger på hitlisten;  US Billboard No. 208)
- Nude (1981) (UK No.34;  7 uger på hitlisten)
- The Single Factor (1982) (UK No.57;  5 uger på hitlisten)
- Stationary Traveller (1984) (UK No.57;  4 uger på hitlisten)
- Dust and Dreams (1991)
- Harbour of Tears (1996)
- Rajaz (1999)
- A Nod and a Wink[3] (2002)

### Genindspilninger
- The Snow Goose (2013) udvidet genindspilning af albummet fra 1975[4]

### Livealbums
- Greasy Truckers Live at Dingwalls Dance Hall (1974) (Camel + Various Artists. Inkluderer 19 minutters version af Camel's 'God of Light Revisited')
- A Live Record (1978) (live, various venues 1974, 1975, 1977)
- Pressure Points: Live in Concert (1984) (live, 11 May 1984, Hammersmith Odeon, London, UK)
- On the Road 1972 (1992) (live, venue unspecified)
- Never Let Go (1993) (live, 5 September 1992, Enschede, NL)
- On the Road 1982 (1994) (live, Dutch radio, 13 June 1982, Congresgebouw, Den Haag, NL)
- On the Road 1981 (1997) (live, BBC radio, 2 April 1981, Hammersmith Odeon, London, UK)
- Coming of Age (1998) (live, 13 March 1997, Billboard, Los Angeles, USA)
- Gods of Light '73-'75 (2000) (live, various venues)
- The Paris Collection (2001) (live, 30 September 2000, Bataclan-Club, Paris, France). Note: 30. oktober bliver fejlagtigt angivet på CD'en.

### Opsamlingsalbums
- Chameleon - The Best Of Camel (1981)
- The Collection (1985)
- A Compact Compilation (1986)
- Landscapes (1991)
- Echoes: The Retrospective (1993)
- Camel – Master Series (25th Anniversary Compilation) (1997)
- Lunar Sea (2001)
- Rainbow's End: An Anthology 1973-1985 (2010)

### Singler
- "Never Let Go" / "Curiosity" (1973)
- "Flight of the Snow Goose" / "Rhayader" (1975)
- "The Snow Goose" / "Freefall" (1975)
- "Another Night" / "Lunar Sea" (Live) (1976)
- "Highways of the Sun" / "Tell Me" (1977)
- "Breathless (Sin Respiracion)" / "Rainbows End" (1978) (Spansk)
- "Your Love is Stranger Then Mine" / "Neon Magic" (1979)
- "Remote Romance" / "Rainbows End" / "Tell Me" (1979)
- "Lies" / "Changing Places" (1981) (hollandsk)
- "No Easy Answer" / "Heroes" (1982) (canadisk)
- "Selva" (Dutch) (1982)
- "Long Goodbyes" / "Metrognome" (1984) (tysk)
- "Cloak And Dagger Man" / "Pressure Points" (1984)
- "Berlin Occidental" (1984) (West Berlin) Stereo Version / Mono Version (Mexikansk)

### DVD'er
- Coming Of Age (2002) (live, 13. marts 1997, Billboard, Los Angeles, USA)
- Pressure Points (2003) (live, 11. maj 1984, Hammersmith Odeon, London, UK)
- Curriculum Vitae (2003)
- Footage (2004)
- Footage II (2005)
- Total Pressure (2007) (fuld version of Pressure Points concert)
- Moondances (2007) (live, 14. april 1976, Hammersmith Odeon, London, UK and 22 September 1977, Hippodrome, Golders Green, London, UK)
- The Opening Farewell (2010) (live, 26. juni 2003, The Catalyst, Santa Cruz, USA)
- In From The Cold (2014) (live, 28. oktober 2013, Barbican Centre, London, UK)